# 새 아침입니다
《새 아침입니다》는 대한민국의 방송국 기독교방송의 라디오 채널 CBS 표준FM에서 매일 오전 4시부터 오전 4시 55분까지 방송하는 라디오 프로그램이다. 본래 CBS 장승철 아나운서가 진행을 담당했으나, 현재는 김용신 아나운서가 진행을 담당하고 있다.  새 아침의 기도, 찬송가, 설교 등을 방송한다. 단, 이 프로그램은 모두 전국방송이다.

## 역대 진행자
- 장승철 아나운서
- 오준석 프로듀서
- 박재홍 아나운서
- 채선아 아나운서
- 이지민 아나운서
- 김용신 아나운서

## 코너
- 새 아침의 기도 - 신원에벤에셀 제공
  - 월요일 - 안효천 목사
  - 화요일 - 황인돈 목사
  - 수요일 - 김은득 목사
  - 목요일 - 양승언 목사
  - 금요일 - 홍승표 목사
  - 토요일 - 정성철 목사
  - 일요일 - 김석주 목사
- 성경 낭독(성우 손정아씨가 하루 한장의 성경을 낭독한다.)
- 찬송가 해설
- 새 아침의 말씀
- 아침 묵상

## 같이 보기
- CBS 표준FM

| CBS 표준FM          |                     |                          |
| 이전                | 새 아침입니다       | 다음                     |
| 찬양하라 내 영혼아  | 새 아침입니다       | 날마다 주님과 함께       |
| 오전 2시 ~ 오전 4시 | 오전 4시 ~ 오전 5시 | 오전 5시 ~ 오전 5시 30분 |
|                     | 55분 교계뉴스       |                          |

| 부산CBS 표준FM      |                          |                          |
| 이전                | 새 아침입니다            | 다음                     |
| 찬양하라 내 영혼아  | 새 아침입니다            | 교계소식                 |
| 오전 2시 ~ 오전 4시 | 오전 4시 ~ 오전 4시 55분 | 오전 4시 55분 ~ 오전 5시 |
|                     |                          |                          |

| 경남CBS 표준FM                                            |                     |                          |
| 이전                                                      | 새 아침입니다       | 다음                     |
| 최정원의 당신을 향한 노래 (월~토) 찬양하라 내 영혼아 (일) | 새 아침입니다       | 날마다 주님과 함께       |
| 오전 2시 ~ 오전 4시                                       | 오전 4시 ~ 오전 5시 | 오전 5시 ~ 오전 5시 30분 |
|                                                           | 55분 교계뉴스       |                          |

| 대구CBS 표준FM      |                     |                          |
| 이전                | 새 아침입니다       | 다음                     |
| 찬양하라 내 영혼아  | 새 아침입니다       | 날마다 주님과 함께       |
| 오전 2시 ~ 오전 4시 | 오전 4시 ~ 오전 5시 | 오전 5시 ~ 오전 5시 30분 |
|                     | 55분 교계뉴스       |                          |

| 광주CBS 표준FM      |                     |                          |
| 이전                | 새 아침입니다       | 다음                     |
| 찬양하라 내 영혼아  | 새 아침입니다       | 날마다 주님과 함께       |
| 오전 2시 ~ 오전 4시 | 오전 4시 ~ 오전 5시 | 오전 5시 ~ 오전 5시 30분 |
|                     | 55분 교계뉴스       |                          |